# 波立儿
波立儿，元朝官员，洪福源的孙子，洪君祥兄子。
洪福源原来是高丽人，至元三十年（1293年），忽必烈派波立儿至高丽，监造战船。波立儿望见高丽王宫，下马流涕道：“今日虽衣锦还乡，但是劳役我国父老，非常惭愧啊。”